# Guido Sieber
Guido Sieber (* 1963 in Karlsruhe) ist ein deutscher Maler, Grafiker und ehemaliger Comiczeichner.

## Leben
Guido Sieber wurde in Karlsruhe geboren. Im Alter von zehn Jahren, 1973, zog er mit der Familie nach West-Berlin und wurde in den 1980ern Teil der Berliner Subkultur. Anfangs interessierte er sich vor allem für die Club- und Musikszene der Stadt, über die er zu Illustration und Malerei gelangte. Seine Illustrationen erschienen in den Magazinen Tip, Zitty, Ticket, dem Eulenspiegel, im Spiegel, in der Süddeutschen Zeitung, der Zeit, Geo sowie im Rolling Stone. Zudem machte er sich als Comiczeichner einen Namen. Alben mit seinen Kurzgeschichten wurden bei den Verlagen Carlsen Comics, Achterbahn und Semmel-Verlach herausgebracht. Um die Jahrtausendwende gab er die Illustration zugunsten der Malerei gänzlich auf. Vereinzelt gestaltete er noch Plattencover, z. B. für das Berliner Label Oriente Musik. Guido Sieber wird von Alexander Friedmann-Hahns Galerie in Berlin vertreten.

## Werk
Siebers Themen als Comiczeichner in den 1990er Jahren waren die „Marotten dekadenter Kleinbürger“, die in mehreren Alben aufgelegt wurden.
In der Malerei arbeitet Sieber bevorzugt in Acryl und gruppiert die entstandenen Gemälde zu Serien zusammen. Sie sind Zeugen seiner Auseinandersetzung mit der Welt der Musik in all ihren Facetten, Ups and Downs und all ihren menschlichen Abgründen. Der Topos des dekonstruierten Popidols zieht sich leitmotivisch durch sein Werk Rock ’n’ Roll Fever, welches der Künstler zusammen mit dem Schriftsteller Franz Dobler umgesetzt hat. Ikonografische Reminiszenzen an die Musik der 30er bis 70er Jahre skizzieren ein Panorama gelebter und gemalter Musikgeschichte.
Er wählt außergewöhnliche Typen und Charaktere als seine Modelle. Es entstehen Porträts der besseren Gesellschaft, aber auch exzentrischer Persönlichkeiten der Bohème oder des typischen Berliner Milieus. Der Umgang mit – wortwörtlich – dem Material „Mensch“, die Offenlegung von Brüchen und Dissonanzen sind die neuen Ingredienzen seiner Gesellschaftsporträts.
Seinen Stil bezeichnete die Berliner Zeitung als figürlichen Realismus im Stil von Otto Dix, George Grosz und Christian Schad.

## Rezeption
„Wie Otto Dix in der Weimarer Republik porträtiert Sieber die hässliche Fratze der Gesellschaft, in der er lebt. Schonungslos zeigt er Krampfadern, Falten, Eiterpickel und behaarte Warzen. Er zeigt die realen, alltäglichen Abgründe der Hässlichkeit, der Verrohung und der Vergänglichkeit und ist damit vielleicht grausamer als Janssen und Giger zusammen. Denn der furchtbarste Abgrund ist schließlich immer in einem selbst.“

## Ausstellungen

### Einzelausstellungen
| - 2016: Strange Adventures, Galerie Friedmann-Hahn, Berlin - 2012/2013: Rock ’n’ Roll Fever, Schleswig-Holstein-Haus, Schwerin - 2011: Allüren und Marotten, Kunstkreis Hameln, Hameln - 2011: Rock ’n’ Roll Fever, Galerie Friedmann-Hahn, Berlin - 2010: Rock ’n’ Roll Fever, Caricatura Museum für Komische Kunst, Frankfurt - 2009: Berliner Milljöh – Damals und Heute, Galerie Friedmann-Hahn, Berlin - 2008: Gangster Balladen, Galerie Friedmann-Hahn, Berlin - 2008 (zusammen mit HR Giger und Horst Janssen): Abgründe, Zitadelle Spandau, Berlin | - 2006: Gefüllte Oliven in blauen Bongonächten, Galerie Friedmann-Hahn, Berlin - 2004: Guido Sieber, Krüger Museum, Bad Rehburg - 2003: Bewegende Augenblicke, Moritzbastei, Leipzig - 1999: Guido Sieber, Galerie am Chamissoplatz, Berlin - 1999: Guido Sieber, Galerie Kramer, Hamburg - 1997/1998: Guido Sieber, Private Art Museum, Hamburg - 1996: Guido Sieber, Visual Blues & Jazz Galerie, Berlin |

### Gruppenausstellungen
| - 2021: Wahllokal – International Group Show , Heliumcowboy Artspace, Hamburg - 2018: Salonausstellung, Galerie Friedmann-Hahn, Berlin - 2017: Kunstessenzen XIV, Galerie Friedmann-Hahn, Berlin - 2017: Caricatura, Kassel - 2016: Gruppenausstellung, Galerie Richter, Lütjenburg - 2015: 8. Triennale der Karikatur, Greiz - 2014: Kunstessenzen IX, Galerie Friedmann-Hahn, Berlin - 2013: Gruppenausstellung, Krankenhaus-Museum / Galerie im Park (Bremen) - 2012: Kunstessenzen III, Galerie Friedmann-Hahn, Berlin - 2011: Caricatura, Kassel - 2009: 6. Triennale der Karikatur, Greiz - 2007: Caricatura, Kassel | - 2006: 5. Triennale der Karikatur, Greiz - 2003: 4. Triennale der Karikatur, Greiz - 2000: Schön schrecklich, Galerie Kramer, Hamburg - 1999/2000: Esslust und Völlerei, Galerie Ricarda Fox, Essen - 1997: Jazz in contemporary art, Vizz Galerie, Berlin - 1995: Jesses, … Christo, Galerie am Chamissoplatz (Berlin) 1995 - 1994: 1. Triennale der Karikatur, Greiz - 1993: Salon International de la Bande Dessinee, Angouleme - 1992–1995: La revanche de Revanche, Goethe-Institut (Wanderausstellung mit weiteren Standorten: Paris, Bordeaux, Toulouse, Nancy, Karlsruhe, Düsseldorf, Stuttgart, Mainz, Rio de Janeiro) |

## Werke in Museen
- Haus der Geschichte der Bundesrepublik Deutschland in Bonn
- Staatliche Kupferstichsammlung Greiz

## Werke
- mit Franz Dobler: Rock ’n’ Roll Fever. Edel Verlag, Hamburg 2010, ISBN 978-3-941378-73-5.
- Stardust, Edition Kunst der Comics, Sonneberg 1995; ISBN 3-89593-498-4
- Die Macht der Lüge, Carlsen Verlag, Reinbek 1994, ISBN 3-551-72631-0
- Hassen leicht gemacht, Achterbahn Verlag, Kiel 1994, ISBN 3-928950-54-1
- Qualitätskontrolle, Edition Kunst der Comics, Sonneberg 1994; ISBN 3-923102-93-3
- Des Engels letzter Fall, Semmel-Verlach, Kiel 1992, ISBN 3-89460-017-9
- Würgsamkeiten, Edition Kunst der Comics, Sonneberg 1992, ISBN 3-923102-75-5
- Aus lauter Liebe, Edition Kunst der Comics, Sonneberg 1991, ISBN 3-923102-60-7

### Lexika
- Patrick Gaumer: Guido Sieber. In: Dictionnaire mondial de la BD, Paris. Larousse, 2010, S. 778–779.

### Monografien
- Alexander Friedmann-Hahn: Guido Sieber. Strange Adventures. Galerie Friedmann-Hahn, Berlin 2015

### Zeitschriften
- Kathi Lambrecht: Berliner Stillleben mit Orangenhaut. der Maler Guido Sieber zeigt in der Galerie Friedmann-Hahn seine gnadenlos ehrlichen Gesellschafts-Porträts Erschienen in: Berliner Zeitung, am 20. März 2016, S. 14
- Julia Marre: Die deftige Perspektive. So uneitel sieht Guido Sieber die Menschen. Erschienen in: Deister- und Weserzeitung, am 28. August 2011 Artikel online
- Kathi Lambrecht: Die bunte Düsternis des Rock‘n‘Roll. Erschienen in: Berliner Zeitung, am 28. Juli 2011, S. 26
- Jan Küveler: „Blowjobs auf Kosten des Hauses“. Guido Sieber und Franz Dobler malen und erzählen die Geschichte des Rock ’n’ Roll. Erschienen in: Die Welt, am 30. Dezember 2010 Artikel Online
- Ambros Waibel: Starschnitte. Rock ’n’ Roll. Franz Dobler und Guido Sieber im Caricatura Museum in Frankfurt am Main. Erschienen in: Taz, am 16. Dezember 2010, S. 16
- Michael Hierholzer: Das Hässliche im Mitmenschen als Konzertbesucher. Guido Sieber und Franz Dobler erzählen im Museum für Komische Kunst Frankfurt die Geschichte des Rock ’n’ Roll. Erschienen in: Frankfurter Allgemeine Zeitung, am 29. September 2010 (Print) und 28. September Online
- Kito Nedo: Gangsterballaden. Die Bösen und die Hässlichen, aber bitte haarfein: Guido Sieber ergötzt sich am Verbrechen. Erschienen in: Berliner Zeitung, am 1. April 2008
- Irmgard Hochreither: Guido Sieber. Maler. Erschienen in: Stern in der Reportage Auf der Suche nach dem verlorenen Glück, Nr. 1/2002, S. 94